# Hygiene

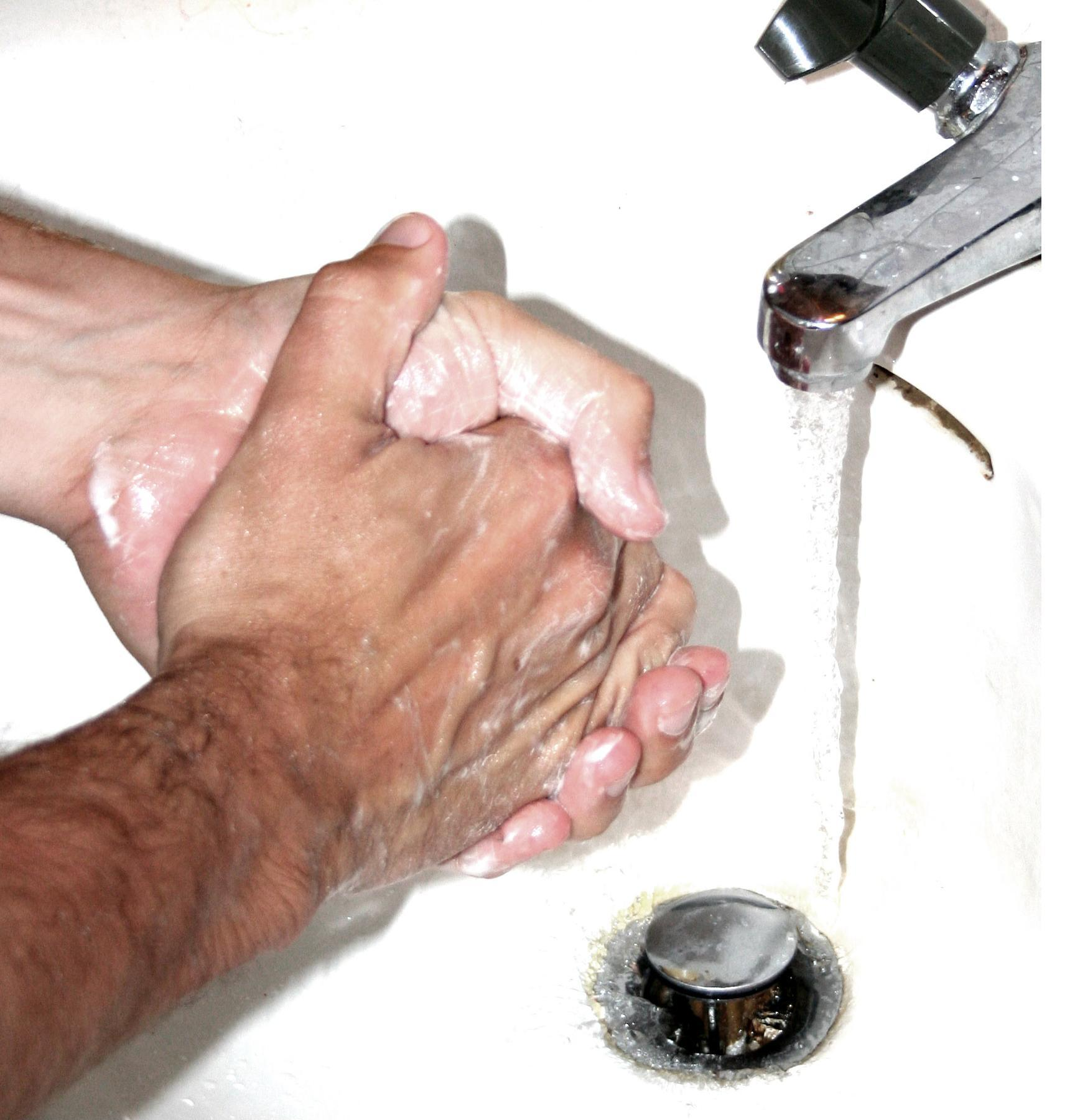
Das Waschen der Hände ist eine von zahlreichen hygienischen Maßnahmen im Alltag.

Hygiene (über altgriechisch ὑγίεια hygíeia, „Gesundheit“, von ὑγιεινή [τέχνη] hygieinḗ [téchnē], „der Gesundheit dienende [Kunst]“) ist zum einen die Lehre von der Gesunderhaltung einzelner Individuen oder einer Allgemeinheit (genannt auch Gesundheitslehre) und zum anderen die Gesamtheit der Maßnahmen zur Erhaltung und Verbesserung der Gesundheit und des Wohlbefindens sowie zur Vermeidung und Bekämpfung von Infektionskrankheiten und Epidemien (genannt auch Gesundheitsfürsorge).
Maßnahmen der Hygiene oder der Gesundheitspflege sollen Krankheiten verhüten sowie die Gesundheit erhalten und festigen. Umgangssprachlich verstehen wir darunter vor allem das Sauberhalten von etwas, die Körperhygiene und den Infektionsschutz, wie er zum Beispiel in Gesundheitseinrichtungen durch Maßnahmen der Basishygiene erzielt wird.
Es wird unterschieden zwischen Humanhygiene, Tierhygiene (Veterinärhygiene) und Phytohygiene.

## Definitionen und Aspekte der Hygiene
Hygiene im weiteren Sinne ist die „Gesamtheit aller Bestrebungen und Maßnahmen zur Verhütung von Krankheiten und Gesundheitsschäden“. In diesem Sinne umfasst der Begriff der Hygiene verschiedene Bereiche, die sich zum Teil überschneiden, so Aspekte des Infektionsschutzes (wie zum Beispiel die Lebensmittelsicherheit, Wasserhygiene – insbesondere Trinkwasserhygiene und Abwasserbeseitigung), der Abfallentsorgung, der Umwelthygiene (wie Vermeidung von Umweltgiften in der Luft und im Boden), Arbeitsschutz, Bau- und Wohnhygiene sowie Sozialhygiene (als „Soziale Hygiene“ 1882 von Max Pettenkofer im Sinn der öffentlichen Gesundheitsfürsorge geprägter Begriff) und Psychohygiene.
Nach Max Rubner (1911) bedeutet Hygiene „die bewusste Vermeidung aller der Gesundheit drohenden Gefahren und die Betätigung gesundheitsmehrender Handlungen“. Auch gemäß Weltgesundheitsorganisation (WHO) bezieht sich Hygiene auf Bedingungen und Handlungen, die dazu dienen, die Gesundheit zu erhalten und die Ausbreitung von Krankheiten zu verhindern.
Medizinische Hygiene umfasst zahlreiche spezifische Präventionsmaßnahmen, die dem Infektionsschutz und damit dem Erhalt der Gesundheit dienen. So z. B. die klinische Hygiene, Reinhaltung der Umwelt, Sterilisation von Geräten, Trinkwasser- und Badegewässerkontrolle sowie sichere Entsorgung von medizinischem Abfall.
Die Deutsche Gesellschaft für Hygiene und Mikrobiologie reduziert den Begriff auf „Erkennung, Behandlung und Prävention von Infektionskrankheiten.“
Das Fachgebiet Hygiene stellt die „Lehre von der Verhütung von Krankheiten und der Erhaltung, Förderung und Festigung der Gesundheit“ dar. Hygienefachpersonen werden allgemein als Hygieniker bezeichnet; in Deutschland bestehen Weiterbildungen zum Hygienebeauftragten und zur Hygienefachkraft.

## Etymologie
Das Wort Hygiene stammt aus dem Griechischen: ὑγιεινή [τέχνη] hygieinḗ [téchnē] bedeutet „der Gesundheit dienende [Kunst]“. Es ist von ὑγίεια hygíeia „Gesundheit“ abgeleitet – dem Wort, mit dem auch die griechische Göttin der Gesundheit, Hygieia – eine Tochter des Apollon – bezeichnet wird.
Der Zusammenhang mit der personifizierten Göttin ist seit dem 4. Jahrhundert vor Christus (bei Aristoteles) belegt und wurde im 2. Jahrhundert durch Galen systematisiert.
Bis Ende des 19. Jahrhunderts war die Schreibung „Hygieine“ vorherrschend. Die Vereinfachung zu „Hygiene“ setzte sich erst im letzten Viertel des Jahrhunderts durch.
Hygiene im engeren Sinn bezeichnet die Maßnahmen zur Vorbeugung gegen Infektionskrankheiten, insbesondere Reinigung, Desinfektion und Sterilisation. In der Alltagssprache wird das Wort Hygiene auch fälschlicherweise an Stelle von Sauberkeit verwendet, doch umfasst sie nur einen kleinen Ausschnitt aus dem Aufgabenkreis der Hygiene.
Die Arbeitshygiene befasst sich mit der Verhütung von Berufskrankheiten. Die Ehehygiene befasst sich mit der Sexualhygiene in der Ehe, besonders in Bezug auf Intimpflege und Empfängnisverhütung.

## Geschichte
Hygienische Maßnahmen, darunter religiöse Gebote und Verbote sowie technische Bemühungen zur Versorgung mit sauberem Trinkwasser, sind weltweit und seit ältester Zeit nachweisbar. So bestand bereits um 3000 v. Chr. am Indus eine vorindoarische Kultur mit hochstehender Hygiene. Gesellschaftliche Maßstäbe für Sauberkeit und Körperhygiene änderten sich mehrfach im Verlauf der Geschichte. Zu den bedeutendsten Errungenschaften auf hygienischem Gebiet gehört die Einführung der Schutzimpfung gegen die Pocken.

### Hygiene in der Medizin
Die Hygiene in der Medizin betrifft das Verhalten des Fachpersonals im ambulanten Einsatz sowie in der klinischen Hygiene zur Abwehr von Neuerkrankungen. Thomas McKeown hat 1979 den Rückgang der Infektionskrankheiten der letzten 200 Jahre auf Hygiene, bessere Ernährung des Menschen, Immunität und andere unspezifische Maßnahmen zurückgeführt. Abseits der Industriestaaten hat sich das Muster der Erkrankungen nicht wesentlich verändert, trotz teilweiser Einführung von medikamentösen Behandlungsmethoden. So kann angenommen werden, dass ohne finanzielle und materielle Unterstützung der „Dritten Welt“ und ohne bessere Lebensbedingungen für den Großteil der Menschheit der Gefahr von Seuchen Vorschub geleistet wird.
Die Hygiene im Römischen Reich war verhältnismäßig weit entwickelt. Der römische Politiker und Universalgelehrte Marcus Terentius Varro ahnte, dass Krankheiten durch „kleine Tiere, welche für das Auge nicht sichtbar sind“ (aus heutiger Sicht Mikroorganismen) hervorgerufen werden. Es war bekannt, dass Quarantäne die Verbreitung von Infektionskrankheiten verhindern konnte.
Im 16. und 17. Jahrhundert verfassten Joachim Struppius (1574) und Hippolyt Guarinonius (1610) bahnbrechende Schriften zur Hygiene.
Bis in die erste Hälfte des 19. Jahrhunderts wurde Sauberkeit und Desinfektion in der Medizin nicht als notwendig angesehen. So wurden die Operationsschürzen der Chirurgen praktisch nie gewaschen. Medizinische Instrumente wurden vor dem Gebrauch nicht gereinigt. Auch wurden nicht selten in Krankenhäusern die Wunden von verschiedenen Patienten nacheinander mit demselben Schwamm gereinigt.
Ignaz Semmelweis gelang in den 1840er Jahren erstmals der Nachweis, dass Desinfektion die Übertragung von Krankheiten eindämmen kann. Als Assistenzarzt in der Klinik für Geburtshilfe in Wien untersuchte er, warum in der einen Abteilung, in der Medizinstudenten arbeiteten, die Sterberate durch Kindbettfieber wesentlich höher war als in der zweiten Abteilung, in der Hebammenschülerinnen ausgebildet wurden. Er fand die Erklärung, als einer seiner Kollegen während einer Sektion von einem Studenten mit dem Skalpell verletzt wurde und wenige Tage später an Blutvergiftung verstarb, einer Krankheit mit ähnlichem Verlauf wie das Kindbettfieber. Semmelweis stellte fest, dass die an Leichensektionen beteiligten Mediziner Gefahr liefen, die Mütter bei der anschließenden Geburtshilfe zu infizieren. Da Hebammenschülerinnen keine Sektionen durchführen, kam diese Art der Infektion in der zweiten Krankenhausabteilung seltener vor. Das erklärte die dort niedrigere Sterblichkeit. Semmelweis wies seine Studenten daher an, sich vor der Untersuchung der Mütter die Hände mit Chlorkalk zu desinfizieren. Diese wirksame Maßnahme senkte die Sterberate von 12,3 % auf 1,3 %. Das Vorgehen stieß aber bei Ärzten wie Studenten auf Widerstand. Sie wollten nicht wahrhaben, dass sie selbst die Infektionen übertrugen, anstatt sie zu heilen.
Joseph Lister, ein schottischer Chirurg, verwendete erfolgreich Karbol zur Desinfektion von Wunden vor der Operation. Er war zunächst der Meinung, dass Infektionen durch Erreger in der Luft verursacht würden. Eine Zeit lang wurde deshalb während der Operation ein feiner Karbolnebel über dem Patienten versprüht, was wieder aufgegeben wurde, als man erkannte, dass Infektionen hauptsächlich von Händen und Gegenständen ausgingen, die in Kontakt mit den Wunden kamen.
Max Pettenkofer hatte in München ab September 1865 den ihm von Bayerns König Ludwig II. eingerichteten ersten Lehrstuhl für Hygiene als medizinisches Lehrfach inne und gilt bahnbrechend als Vater der Hygiene; 1865 markiert damit, ebenso wie die Gründung des Kaiserlichen Gesundheitsamtes in Berlin im Jahr 1876 den Beginn der modernen Hygiene. Als Teilgebiet war Hygiene an der Wiener Medizinischen Fakultät jedoch bereits ab 1805 Bestandteil der ärztlichen Ausbildung und auch an der Medizinischen Fakultät Würzburgs wurde das Fach bereits vor der Ernennung zum Nominalfach von dem Arzt und Chemiker Johann Joseph von Scherer gelehrt. Weitere bekannte Forscher auf dem Gebiet der Hygiene waren Emil von Behring, Johann Peter Frank, Robert Koch und Louis Pasteur. Ein Pionier der Hygiene im militärischen Bereich war Franz Ballner.
Aus der Hygiene hat sich im späten 19. Jahrhundert auch das Fach Sportmedizin entwickelt, da dieselben humanbiologischen Kenntnisse auch in der Bewegungstherapie Verwendung fanden.

### Öffentliche Hygiene im 19. Jahrhundert
Das 19. Jahrhundert war durch neue Erkenntnisse zur Prävention von Krankheiten und durch das Entstehen öffentlicher Gesundheitsfürsorge geprägt. Ab der Mitte des 19. Jahrhunderts erkannten Regierungen die Notwendigkeit zum systematischen Aufbau einer öffentlichen Gesundheitsfürsorge. Hatten sich die Maßnahmen hierzu in Westeuropa zunächst auf Quarantäneregelungen in Häfen zur Kontrolle und Ausgrenzung Kranker oder potenziell Kranker beschränkt, waren neue Maßnahmen auf den Ausbau infrastruktureller Einrichtungen gerichtet, wodurch Krankheiten der Nährboden entzogen werden sollte. Öffentliche Gesundheitsfürsorge wurde zur Aufgabe des Staates, während sie bis dahin privater und religiöser Initiative überlassen war. Die neuen Prioritäten galten, ausgehend von Großbritannien, ab den 1830er-Jahren der Beseitigung von Unrat und Abwässern in Städten und der Versorgung mit unschädlichem Trinkwasser. Die Begleiterscheinungen der Frühindustrialisierung wurden damit erkannt und schrittweise, wenn auch mit Widerstand, dagegen angegangen. Wasser musste zunächst als öffentliches Gut anerkannt werden. Erst auf dieser Grundlage konnte eine Wasserpolitik mit umfassenden rechtlichen Bestimmungen für das Eigentum und die Nutzung von Wasser entstehen. Private Besitzansprüche mussten aufgehoben werden, ein langwieriger und komplizierter Prozess, der sich in Westeuropa teilweise bis ins 20. Jahrhundert hinzog, so in Frankreich. Hinzukommen mussten adäquate Technologien in Form moderner Wasserversorgung. New York erhielt als erste Stadt 1842 ein umfassendes Röhrensystem, Aquädukte, Speicher und angebundene öffentliche Brunnen.
Der Wert technischer Wasserreinigung wurde eindrucksvoll bestätigt, seit 1849 bekannt war, dass Cholera durch Wasser übertragen wird. Dennoch dauerte es Jahrzehnte, so etwa in London bis 1868 und in München sogar bis 1881, bis sich das neue Wissen gegen einen vielfach radikalen Marktliberalismus durchgesetzt hatte und geeignete Maßnahmen ergriffen werden konnten. In London konnten um 1800 in der Themse noch Lachse gefischt und geschwommen werden, während um 1858 so starker Gestank aus dem Fluss aufstieg, dass das House of Commons mit Laken umhängt und die Sitzungen dort wegen des Gestanks abgebrochen werden mussten. Erst dieses Ereignis führte zur Beauftragung des Baus eines unterirdischen Kanalisationssystems zur Verbesserung der Stadthygiene.
Außerhalb Westeuropas waren Städte teilweise schon deutlich früher für eine Verbesserung der Stadthygiene aktiv geworden. Das persische Isfahan wurde in Berichten vor der afghanischen Zerstörung 1722 für seine Wasserversorgung gerühmt. In Damaskus, einer Stadt mit damals 15000 Einwohnern, war 1872 jede Straße, jede Moschee, jedes öffentliche und private Haus im Überfluss mit Kanälen und Fontänen versorgt. In Bombay wurde bereits 1859 eine öffentliche organisierte Wasserversorgung eingerichtet. In Kalkutta wurde 1865 ein Abwassersystem und 1869 eine Wasserfilterung gebaut. Dasselbe geschah in Shanghai 1883, allerdings dort durch private Investoren und nur für einige reiche Chinesen und dort lebende Europäer. Die Chinesen verhielten sich zurückhaltend gegenüber den Erneuerungen.
Im 20. Jahrhundert wurden von der Forschung im Bereich der Hygiene neben der intensiven Beachtung von Erkenntnissen aus Physik, Chemie, Bakteriologie und Serologie auch vermehrt soziale Faktoren bei wachsendem Interesse an einer wissenschaftlichen Sozialhygiene berücksichtigt und es erfolgten weitere Maßnahmen (vgl. etwa Office international d’hygiène publique) auf dem Gebiet der Hygiene. So wurde 1900 das Hamburger Institut für Schiffs- und Tropenhygiene von Bernhard Nocht gegründet, 1902 wurde die übernationale Gesundheitsorganisation für Nord- und Südamerika Pan American Sanitary Bureau gegründet, die sich insbesondere auf dem Gebiet der Seuchenbekämpfung bewährte. Alfred Grotjahn gründete 1905 in Berlin die Gesellschaft für soziale Medizin, Hygiene und Medizinalstatistik. Im Jahr 1920 koordinierte die Hygienekommission des Völkerbundes Arbeiten der europäischen Staaten auf dem Gebiet des öffentlichen Gesundheitswesens.

## Hygienemaßnahmen
Hygienemaßnahmen sind einzelne Methoden und Verfahren, die auf Erfahrung, Tradition oder wissenschaftlichen Untersuchungen beruhen. Ist eine Hygienemaßnahme als Verfahrensanweisung dokumentiert, gilt sie in dem jeweiligen Bereich als verbindliche Vorschrift.
Insbesondere im wirtschaftlichen Bereich sind Lebensmittel-, Trinkwasser- und Wäschereihygiene gesetzlich geregelt. Darunter fällt auch die Schädlingsbekämpfung. Hiervon sind z. B. Großküchen und Gemeinschaftseinrichtungen bzw. -unterkünfte betroffen. Für Privathaushalte gelten diese Regelungen nicht.

### Persönliche Hygiene
Zu den individuellen persönlichen Hygienemaßnahmen zählen die Körper-, Mund-, Brust-, Anal- und Sexualhygiene.

### Einrichtungen des Gesundheitswesens
Die klinischen Basishygienemaßnahmen sind in den meisten Einrichtungen des Gesundheitswesens verbindlich geregelt. Sie umfassen unter anderem Regelungen zur Händehygiene, Desinfektion und zu aseptischen Tätigkeiten wie Wundversorgung, um zu verhindern, dass Infektionserreger übertragen werden. In Bereichen mit Gefahr einer solchen Erregerübertragung dürfen z. B. laut den bundesdeutschen Unfallverhütungsvorschriften und der Kommission für Krankenhaushygiene und Infektionsprävention keine Uhren und kein Schmuck an Händen und Unterarmen getragen werden. unter Umständen müssen zusätzlich Barrieremaßnahmen durchgeführt werden, wie z. B. das Tragen von Schutzkitteln und einem geeigneten Atemschutz. Weitere medizinische Maßnahmen sind Sterilisation, Isolierung und Quarantäne.

## Facharzt für Hygiene und Umweltmedizin
Die Weiterbildung von Ärzten wird in Deutschland durch die Musterweiterbildungsordnung (MWBO) der Bundesärztekammer geregelt. Um nach einem absolvierten Medizinstudium in Deutschland als Facharzt für Hygiene und Umweltmedizin (meistens in Behörden) tätig werden zu dürfen, bedarf es einer Weiterbildungszeit und Weiterbildungsinhalten, die in der jeweils aktuellen MWBO im entsprechenden Abschnitt aufgeführt sind. Ergänzend und teilweise abweichend sind die Weiterbildungsordnungen der Länder.

## Kritik an moderner Hygiene
Die moderne Hygiene und Medizin fokussiert auf die Gefahr bzw. Virulenz der Krankheitserreger. Das Fazit der 40-jährigen Forschungsarbeit des französischen Mediziners und Physiologen Claude Bernard lautete: Le germe n’est rien, le terrain est tout! („Der Keim ist nichts, das Milieu ist alles!“) Mit Keim (germ) ist hier ein mikrobieller Krankheitserreger gemeint, so wie auch heute noch in der Medizin der Ausdruck Keim gebraucht wird. Bernard brachte mit dieser Aussage zum Ausdruck, dass unabhängig von der Virulenz eines Krankheitserregers letztlich stets die jeweils vorhandene Stoffwechsel-, Wund- und Immunsituation des individuellen (menschlichen) Organismus über die vom Krankheitserreger ausgehende Gefahr entscheidet, entweder als Nährboden für die Vermehrung der Krankheitserreger (siehe Infektion) dient, oder aber eine Vermehrung derselben unmöglich macht. Im letzten Fall wären entweder nur die Kriterien einer Kontamination, nicht jedoch einer Infektion erfüllt (Kriterium Erregervermehrung im Organismus), oder aber es würde trotz des Auftretens einer Infektion eine Infektionskrankheit verhindert werden (siehe Stille Feiung). Hierbei spielt sowohl die individuelle Leistungsfähigkeit des Organismus als auch die ihm entgegengebrachte, unter anderem ärztliche, Hilfe (siehe z. B. Débridement, Tetanus) eine Rolle.

## Euphemistische Verwendung des Begriffs
Auch frühere Rassentheorien wurden im Zusammenhang mit dem Fachgebiet der Hygiene betrachtet. Im Jahr 1911 definierte Max von Gruber den 1885 von Alfred Ploetz eingeführten Begriff „Rassenhygiene“ als „Hygiene des Keimplasmas“. Der Bakteriologe Walter Schürmann schrieb in seiner Veröffentlichung Repetitorium der gesamten Hygiene, Bakteriologie und Serologie (Verlag von Julius Springer, Berlin 1938, S. 143): „Es gibt Rassen, die Krankheiten und geistige Minderwertigkeiten in erhöhtem Maße zeigen.“